# Desmiphora unicolor
Desmiphora unicolor là một loài bọ cánh cứng trong họ Cerambycidae.